# Curdled - Una commedia pulp
Curdled - Una commedia pulp (Curdled) è un film del 1996 diretto da Reb Braddock, con protagonisti Angela Jones e William Baldwin. Quentin Tarantino è produttore esecutivo del film. Il film è un remake dell'omonimo cortometraggio del 1991, diretto sempre da Braddock e interpretato da Jones.

## Trama
Gabriella è un'immigrata colombiana negli Stati Uniti che nutre un particolare interesse per le morti violente, forse anche perché da piccola ha assistito ad un omicidio davanti a casa. Tra TV e giornali inizia a raccogliere informazioni sulle morti e sugli assassinii, in particolare si interessa di un serial killer chiamato "Blood Blue Killer", il quale dopo varie coltellate usa decapitare le sue vittime. Per riuscire a scoprire qualcosa di più sull'assassino, Gabriella cerca e trova lavoro in un'impresa di pulizie, proprio quelle che si occupano di ripulire le scene del crimine.

## Produzione
Quentin Tarantino vide per la prima volta il cortometraggio di Braddock nel 1992, durante il tour promozionale italiano de Le iene; rimastone colpito, decise di finanziare la realizzazione di un lungometraggio ispirato ad esso attraverso la propria casa di produzione, A Band Apart.
Nel film, durante lo spezzone di un programma sui criminali più ricercati d'America, viene mostrata una foto d'archivio ritraente George Clooney e Tarantino, nei panni dei famigerati fratelli Seth e Richard Gecko di Dal tramonto all'alba. Di quest'ultimo film ricompare anche il personaggio della reporter Kelly Hogue, interpretato sempre da Kelly Preston.

## Riconoscimenti
- 1997 - Saturn Award
  - Candidatura per il miglior film horror